# Rice & Shine
《rice & shine》（又名：《米·閃》）是香港男歌手陳奕迅的第12張國語音樂專輯，於2014年5月15日發行。陳奕迅憑此專輯於隔年再度拿下台灣金曲獎「最佳國語男歌手獎」，該屆金曲獎評審總召伍思凱表示陳奕迅「在兩張不同專輯，不同音樂內容下，他可以像一個很好的演員，可以遊刃有餘的在歌曲上面」。

## 專輯簡介

### 專輯概念與製作
《rice & shine》的製作概念與Eason 2002年的廣東專輯《The Line-Up》相同，是由兩張獨立製作的迷你專輯組成。專輯「rice」部分由北京音樂團體火星電台包辦作曲、作詞、編曲、監製，「shine」部分則由新加坡男歌手林俊傑擔任作曲人和監製。
專輯取名「rice & shine」靈感來自一雜誌封面的標題「RISE AND SHINE」。由於「rise」與「rice」發音相似的黑色幽默而被故意選用成專輯名稱，寓意為華人每天會做的兩件重要事-吃米飯和洗澡。中文名稱則為直接翻譯的《米·閃》。

### 封套設計
本專輯封套設計由香港著名藝人林海峰擔任創作總監，並由香港著名攝影師夏永康負責攝影部分。是次是繼2000年《打得火熱》專輯封面後再次與林海峰的合作，上一次與夏永康的專輯封面合作則是2010和2011年的迷你專輯《Taste the Atmosphere》和《Stranger Under My Skin》。
封面的設計概念是每個人起床後第一時間會做的兩件事情 - 「上洗手間」和「洗澡」。

## 曲目
| Disc 1: Rice 全碟作曲、作詞、編曲、監製：火星電台 | Disc 1: Rice 全碟作曲、作詞、編曲、監製：火星電台 | Disc 1: Rice 全碟作曲、作詞、編曲、監製：火星電台 | Disc 1: Rice 全碟作曲、作詞、編曲、監製：火星電台 |
| 曲序                                              | 曲目                                              | 备注                                              | 时长                                              |
| ------------------------------------------------- | ------------------------------------------------- | ------------------------------------------------- | ------------------------------------------------- |
| 1.                                                | 娛樂天空（High Light Ligh Life）                  | 第一主打                                          | 6:05                                              |
| 2.                                                | 四季圈（Song of the Vagabond）                    |                                                   | 5:21                                              |
| 3.                                                | 愚人快樂（YGYS）                                  | 英文名YGYS取自「愚公移山」四字拼音首字母          | 4:14                                              |
| 4.                                                | 不如承諾來的簡單（You）                           |                                                   | 5:14                                              |
| 5.                                                | 對面（The Moon）                                  |                                                   | 4:49                                              |
| 总时长：                                          | 总时长：                                          | 总时长：                                          | 25:43                                             |

| Disc 2: Shine 全碟作曲、監製：林俊傑 | Disc 2: Shine 全碟作曲、監製：林俊傑 | Disc 2: Shine 全碟作曲、監製：林俊傑 | Disc 2: Shine 全碟作曲、監製：林俊傑 | Disc 2: Shine 全碟作曲、監製：林俊傑 | Disc 2: Shine 全碟作曲、監製：林俊傑 |
| 曲序                                 | 曲目                                 |                                      | 编曲                                 | 备注                                 | 时长                                 |
| ------------------------------------ | ------------------------------------ | ------------------------------------ | ------------------------------------ | ------------------------------------ | ------------------------------------ |
| 1.                                   | 放棄治療（Forgot My Meds）           | 吳青峰                               | 林俊傑                               |                                      | 4:16                                 |
| 2.                                   | 時光隧道（Slow Motion）              | 姚若龍                               | 蔡政勳、陳君豪                       |                                      | 4:19                                 |
| 3.                                   | 可以了（It's Over）                  | 林怡鳳                               | Martin Tang                          | 第三主打                             | 4:51                                 |
| 4.                                   | 陰天快樂（Cloudy Day）               | 易家揚                               | C. Y. Kong                           | 第四主打                             | 4:21                                 |
| 5.                                   | 你給我聽好（Listen Up）              | 林夕                                 | 吳慶隆                               | 第二主打                             | 4:48                                 |
| 总时长：                             | 总时长：                             | 总时长：                             | 总时长：                             | 总时长：                             | 22:35                                |

## 音樂錄像
| 曲目次序 | 歌名             | 導演             | 首播日期       | 首播平台                         | 連結                       |
| -------- | ---------------- | ---------------- | -------------- | -------------------------------- | -------------------------- |
| 01       | 娛樂天空         | 王學兵           | 2014年4月23日  | YouTube                          | 連結（页面存档备份，存于） |
| 03       | 愚人快樂         | 學好物無聊工作室 | 2014年11月12日 | EOLAsia YouTube Official Channel | 連結（页面存档备份，存于） |
| 04       | 不如承諾來的簡單 | 蔡高比、Deb      | 2015年1月4日   | EOLAsia YouTube Official Channel | 連結（页面存档备份，存于） |
| 08       | 可以了           | 陳映之           | 2014年7月25日  | EOLAsia YouTube Official Channel | 連結（页面存档备份，存于） |
| 09       | 陰天快樂         | 蔡高比           | 2015年1月4日   | EOLAsia YouTube Official Channel | 連結（页面存档备份，存于） |
| 10       | 你給我聽好       | 郭子健、黃智亨   | 2014年5月8日   | YouTube                          | 連結（页面存档备份，存于） |

## 銷售情況

### 香港銷售情況
《rice & shine》專輯登上香港唱片商會銷量榜共7週（2014年第21週－27週），曾登上榜首達五星期（2014年第21－25週）。
| 累積週數 | 週數   | 位置 |
| -------- | ------ | ---- |
| 01       | 第21週 | 1    |
| 02       | 第22週 | 1    |
| 03       | 第23週 | 1    |
| 04       | 第24週 | 1    |
| 05       | 第25週 | 1    |
| 06       | 第26週 | 7    |
| 07       | 第27週 | 9    |

- 粗體代表該週銷量冠軍

## 派台歌曲成績

### 香港四台流行榜成績
香港音像聯盟（HKRIA）與無綫電視的版權風波爭議已於2011年解決，《娛樂天空》亦成為陳奕迅繼2009年的《沙龍》後第一首再次登上TVB勁歌金榜的歌曲，然而未能登上冠軍。專輯內《娛樂天空》和《你給我聽好》兩首歌曲均成為三台冠軍歌。
| 派台次序 | 歌曲       | 903專業推介 | 997勁爆流行榜 | RTHK中文歌曲龍虎榜 | TVB勁歌金榜 |
| -------- | ---------- | ----------- | ------------- | ------------------ | ----------- |
| 01       | 娛樂天空   | 1           | 1             | 1                  | 2           |
| 02       | 你給我聽好 | 1           | 1             | 1                  | -           |
| 03       | 可以了     | 1           | -             | -                  | X           |

- 粗體代表冠軍歌
- (*) 表示歌曲仍在上榜
- － 表示已派台但未能上榜
- X 表示無派台

### 其他地區流行榜成績
四首派台作品均成為不同地區華語榜榜首，更在「全球華語歌曲排行榜」和新加坡「YES933醉心龍虎榜」接連得到冠軍位置。
| 歌曲       | 音魁 | 全球華語 | 9＋2 | 澳門電台 | 台灣幽浮勁碟 | 台灣Hito | 台灣MTV | 新加坡 | 馬來西亞 |
| ---------- | ---- | -------- | ---- | -------- | ------------ | -------- | ------- | ------ | -------- |
| 娛樂天空   | -    | 1 ②      | 1    | 6        | 12           | 2        | 4       | 1      | 4        |
| 你給我聽好 | 42   | 1        | 16   | 1        | 1 ③          | 1        | －      | 1 ④    | 7        |
| 可以了     | -    | 1        | －   | 7        | 12           | －       | －      | 1 ③    | 1        |
| 陰天快樂   | -    | 1 ②      | －   | －       | -            | －       | －      | 1      | －       |

- 粗體代表冠軍歌
- ② 內數字表示歌曲冠軍週數，未標示代表一星期冠軍
- 歌曲以派台次序排序

#### 「音魁中文金曲流行榜」
- 《你給我聽好》：上榜一週（2014年 第31週），最高第42位（2014年 第31週）[7]。

#### 「全球華語歌曲排行榜」
- 《娛樂天空》：上榜7週（2014年 第14－20週），最高兩星期第1位（2014年 第17－18週）[8]。
- 《你給我聽好》：上榜5週（2014年 第21－25週），最高第1位（2014年 第23週）[9]。
- 《可以了》：上榜7週（2014年 第26－32週），最高第1位（2014年 第28週）[10]。
- 《陰天快樂》：上榜2週（2014年 第37－38週），最高第1位（2014年 第38週）[11]。

#### 「9＋2音樂先鋒榜」
- 《娛樂天空》：上榜6週（2014年 第12－17週），最高第1位（2014年 第16週）[12]。
- 《你給我聽好》：上榜1週（2014年 第29週），最高第16位（2014年 第29週）[13]。

#### 澳門「澳門電台華語歌曲排行榜」
- 《娛樂天空》：上榜？週（2014年 第？－17週），最高第6位（2014年 第17週）[14]。
- 《你給我聽好》：上榜？週（2014年 第？－24週），最高第1位（2014年 第24週）[15]。

#### 台灣「幽浮勁碟排行榜」
- 《娛樂天空》：上榜1週（2014年 第21週），最高第12位（2014年 第21週）[16]。
- 《你給我聽好》：上榜6週（2014年 第22－27週），最高三星期第1位（2014年 第22－23，25週）[17]。
- 《可以了》：上榜1週（2014年 29週），最高第12位（2014年 第29週）[18]。

#### 台灣「Hito 中文排行榜」
- 《娛樂天空》：上榜1週（2014年 第20週），最高第2位（2014年 第20週）[19]。
- 《你給我聽好》：上榜6週（2014年 第22－27週），最高第1位（2014年 第22週）[20]。

#### 台灣「MTV封神榜」
- 《娛樂天空》：上榜2週（2014年 第23－24週），最高第4位（2014年 第23－24週）[21]。

#### 新加坡「YES933醉心龍虎榜」
- 《娛樂天空》：上榜7週（2014年 第11－17週），最高第1位（2014年 第15週）[22]。
- 《你給我聽好》：上榜10週（2014年 第17－26週），最高四星期第1位（2014年 第21－23，25週）[23]。
- 《可以了》：上榜5週（2014年 第27－31週），最高三星期第1位（2014年 第27－28，30週）[24]。

#### 馬來西亞「988最好聽音樂榜」
- 《娛樂天空》：上榜2週（2014年 第12－13週），最高第4位（2014年 第12週）[25]。
- 《你給我聽好》：上榜6週（2014年 第20－25週），最高第7位（2014年 第21週）[26]。
- 《可以了》：上榜6週（2014年 第27－32週），最高第1位（2014年 第30週）[27]。

## 相關獎項或提名

### 專輯《rice & shine》
- 香港：2014年度新城國語力頒獎禮－新城國語力年度專輯
- 中國大陆：華語金曲獎－2014年5月十佳專輯（第一位）[28]
- 台灣：第26屆金曲獎－最佳國語男歌手
- 台灣：中華音樂人交流協會 十大單曲暨專輯－2014年度十大專輯

### 歌曲《你給我聽好》
- 香港：2014年度新城國語力頒獎禮－新城國語力全球最受歡迎歌曲
- 台灣：中華音樂人交流協會 十大單曲暨專輯－2014年度十大單曲
- 台灣：2014 Hit Fm年度百首單曲－第46位[29]

## 外部連結
- 環球唱片：Eason 《rice & shine》唱片封套新聞（页面存档备份，存于）
- 輔仁網：陳奕迅《Rice & Shine》：比較遜（页面存档备份，存于）
- 香港獨立媒體：陳奕迅《Rice & Shine》：既不閃也不亮（页面存档备份，存于）